# 最愛的社員
《最愛的社員》（韓語：최애의 사원）是韓國tvN預計於2026年播出的電視劇，由姜勳、金慧峻主演。

## 劇情概要
該劇講述進入由自己追星的偶像創立的公司的女主角，與公司社長之間所展開的辦公室愛情故事。

## 演員陣容

### 主要人物
| 演員   | 角色   | 介紹                                                 |
| ------ | ------ | ---------------------------------------------------- |
| 姜勳   | 姜夏基 | 成功創業成為社長，雖外表冷峻堅強，但擁有溫暖的內心。 |
| 金慧峻 | 南多蘭 | 陰差陽錯進入自己追星的偶像新創的企業工作。           |

## 外部連結
- Daum上《最愛的社員》的資料